# 2000 Mules
2000 Mules er en amerikansk film fra 2022 af Dinesh D'Souza, Bruce Schooley og Debbie D'Souza.

## Medvirkende
- Dinesh D'Souza
- Debbie D'Souza